# Дідиченко Святослав Олександрович
Святосла́в Олекса́ндрович Дідиче́нко — старший солдат, Державна прикордонна служба України.

## Нагороди
21 серпня 2014 року — за особисту мужність і героїзм, виявлені у захисті державного суверенітету та територіальної цілісності України, вірність військовій присязі під час російсько-української війни, відзначений — нагороджений орденом «За мужність» III ступеня.